# Pirsov oscilator
Pirsov oscilator je vrsta elektronskog oscilatora, naročito pogodan za upotrebu u oscilatornim kolima sa pizoelektričnim kristalima. Nazvan po
svom pronalazaču, Džordžu Pirsu (1872-1956), Pirsov oscilator je modifikovana forma Kolpicovog oscilatora. U digitalnoj elektronici se često koristi kao forma kvarcnog oscilatora. Kolo može biti implementirano uz korišćenje minimalnog broja komponenti: jednim digitalnim invertorom, dva otpornika,dva kondenzatora i kvarc kristalom, koji djeluje kao veoma selektivan filtar element. 
Niska proizvodna cijena ovog kola i izuzetna stabilnost frekvencije kvarc kristala, daju mu prednost nad ostalim vrstama kola u mnogim
primjenama potrošačke elektronike.

## Operacija

### Funkcija
R1 djeluje kao otpornik u povratnoj sprezi, utiče na invertor u linearnom području
rada i efektivno ga pokreće da funkcioniše kao invertujući pojačavač sa visokim pojačanjem.Da bi se ovo vidjelo,treba pretpostaviti da je invertor idealan sa beskonačnom ulaznom impendansom i nultom izlaznom impedansom. Otpornik utiče tako da ulazni i izlazni napon budu jednaki.Otuda invertor neće biti ni potpuno uključen niti potpuno isključen, ali će raditi u prelaznoj oblasti, gdje ima pojačanje.

### Rezonator
Kristal u kombinaciji sa C1 i C2 formira pi mrežu filtra propusnika opsega učestanosti, što obezbjeđuje fazni pomak od 180 stepeni i naponsko pojačanje od izlaza do ulaza na približno rezonantnoj frekvenciji kristala. Da bi se shvatila ova funkcija,treba imati na umu da je na toj frekvenciji oscilovanja,kristal induktivan. Dakle, može se smatrati prigušnicom velikog faktora dobrote (Q). Kombinacija faznog pomaka od 180 stepeni (tj. invertujućeg pojačanja) od pi mreže i negativnog pojačanja od invertora, rezultuje pozitivnim pojačanjem (pozitivna povratna sprega), čineći tačku koju određuje R1 nestabilnom i dovodi do oscilovanja.

### Izolacijski otpornik
Ruan Lourens strogo preporučuje seriju otpornika Rs između invertora i kristala. Serija otpornika Rs smanjuje mogućnost alikvotnih oscilacija i može da poboljša vrijeme pokretanja. Drugi otpornik se može koristiti između izlaza invertora i kristala, kako bi se invertor izolovao od kristalne mreže.Ovo bi takođe prouzrokovalo dodatni fazni pomak kod C1.

## Kapacitivno opterećenje
Ukupna kapacitivnost viđena sa tačke gledišta kristala u ostatak kola se zove „kapacitivno opterećenje“. Kad proizvođač pravi „paralelni“ kristal, tehničar prilagođava Pirsov oscilator promjenljivim kondezatorom (najčešće 18 ili 20 pF) ,da bi podesio da kristal osciluje na tačno onoj frekvenciji koja je zapisana na pakovanju.
Da bi se osigurao rad na ispravnoj frekvenciji, moraju se poklapati kapacitivnost u kolu sa vrijednostima navedenim u podacima o kristalu. Kapacitivno opterećenje CL se može izračunati iz serijske kombinacije C1 i C2 , uzimajući u obzir Ci i Co, ulazni i izlazni kapacitet invertora, i Cs, parazitnu kapacitivnost oscilatora, i PCB raspored.
{\displaystyle C_{L}=\left[{\frac {[C_{1}+C_{i}]\times [C_{2}+C_{o}]}{[C_{1}+C_{i}+C_{2}+C_{o}]}}\right]+C_{S}}

Kada se „serijski“ kristal koristi u Pirsovom oscilatoru, Pirsov oscilator (kao i uvijek) dovodi kristal na približno svoju paralelnu rezonantnu frekvenciju. Ali, ta frekvencija je za nekoliko kilo-herca veća od serijske rezonantne frekvencije odštampane na pakovanju „serijskog“ kristala.
Povećavanjem „kapacitivnog opterećenja“ neznatno se smanjuje frekvencija koju generiše Pirsov oscilator, ali nikada dovoljno da ga smanji do serijske rezonantne frekvencije.